# House of the Temple
La House of the Temple è un tempio massonico situato a Washington, sede del Rito scozzese antico ed accettato, Giurisdizione Sud (ufficialmente: "Casa del Supremo Consiglio del 33º grado di Rito scozzese antico ed accettato della Massoneria, Giurisdizione Sud, Washington D.C., U.S.A.").
Si trova nel distretto storico della Sedicesima Strada al n° 1733 ed è catalogato nel National Register of Historic Places.
È una costruzione ricca di simboli egizi, costruito a imitazione del Mausoleo di Alicarnasso e progettato agli inizi del 1900 dall'architetto massone John Russell Pope.
All'ingresso vi sono due sfingi egizie, che simboleggiano saggezza e potere.
La sfinge della saggezza reca sul petto l'immagine di una dea egizia, forse Iside; mentre su quella del potere è inciso l'ankh (la cosiddetta chiave della vita) e il simbolo dell'ureo (decorazione a forma di serpente) che indica la discendenza solare dei faraoni.
Nell'atrio vi sono due statue egizie di scribi seduti, collocate ai piedi di uno scalone cerimoniale.